# Shibutani Subaru
Shibutani Subaru (japanska: 渋谷すばる?), född 22 september 1981 i Osaka, är en japansk musiker.
Subaru är med i musikgruppen Kanjani8.